# Нейтрон
Нейтро́н — елементарна частинка, яка входить до складу ядра.

## Загальна характеристика
Нейтрон — електрично нейтральна частинка, що входить до групи частинок під назвою баріони, котрі в свою чергу входять до складу групи адронів. Електрична нейтральність нейтрона зумовлюється тим, що заряд u-кварка, який входить до складу нейтрона, компенсується зарядами двох d-кварків. У нейтрона є античастинка, яка називається антинейтроном.
Маса нейтрона приблизно дорівнює масі протона 1,6749543•10−27 кг = 1838,5 мас електрона. Це тільки на ~2,5 електронних мас перевищує масу протона. З нейтронів і протонів складаються ядра атомів, в яких нейтрон стабільний. У вільному стані нейтрон нестабільний і радіоактивний. Середній період існування 12,5 хв. Перетворюється на протон+електрон+антинейтрино. Внаслідок відсутності заряду має велику проникність, оскільки під час руху в речовині нейтрон не витрачає енергії на іонізацію, випромінювання тощо. Нейтрони використовуються в активаційному аналізі, нейтронній радіографії, нейтронному гамма-каротажі, нейтронографії та інших методах досліджень.

## Властивості
На нейтрон, як і на інші адрони, діють всі чотири фундаментальні фізичні сили:
- Сильна взаємодія
- Слабка взаємодія
- Електромагнітна взаємодія
- Гравітація

Нейтрон не має електричного заряду, але взаємодіє з електромагнітним полем завдяки своєму магнітному моменту. Магнітний момент нейтрона дорівнює −1,9130427 {\displaystyle \pm } 0,0000005 ядерних магнетонів.

## Розпад вільних нейтронів
Стабільний нейтрон лише в складі ядра. У вільному стані розпадається з періодом напіврозпаду 886 с. Основна реакція розпаду:
n = p + e + νe, де
- n — нейтрон
- p — протон
- e — електрон
- νe — електронне антинейтрино.

Стабільність нейтрона в складі ядра пояснюється тим, що його перетворення на протон призвело б до значного збільшення енергії кулонівської взаємодії всередині ядра, а цю енергію ядру нізвідки взяти.

## Енергія нейтронів
У залежності від енергії виділяють швидкі нейтрони, теплові нейтрони й ультрахолодні нейтрони.

## Історія відкриття
Нейтрон відкрив у 1932 році Джеймс Чедвік. У 1935 році він отримав за це відкриття Нобелівську премію. Експерименти, які засвідчували виникнення випромінювання з великою глибиною проникнення в речовину, проводилися й раніше, але це випромінювання намагалися інтерпретувати, як народження гамма-квантів. Чедвіку належить заслуга доказу, що нове випромінювання належить частинці з масою, приблизно рівною масі протона.
Спочатку вважалося, що нейтрон є зв'язаним станом протона й електрона, а ядро атома складається із протонів та електронів, але точніші вимірювання маси частинки показали, що вона більша за сумарну масу протона й електрона, що неможливо при зв'язуванні. Розпад нейтрона на протон і електрон, при якому зайву енергію забирає нейтрино, підтверджує цей висновок. Існували й інші складнощі протонно-електронної моделі. Вона не могла пояснити ціле значення спіну ядра Нітрогену в молекулі азоту, а також відсутність електронного внеску в надтонку структуру. Крім того, електрон надто легка частинка, щоб її можна було локалізувати в об'ємі ядра. Першими довели, що ядро не може складатися з електронів та протонів Амбарцумян Віктор Амазаспович та Дмитро Іваненко, а з середини 1930-их утвердилася протон-нейтронна модель ядра.
Антинейтрон відкрив у 1956 році Брюс Корк.